# Chichimeca Jonaz (volk)
De Chichimeca Jonaz (Chichimeca Jonaz: úza) zijn een indiaans volk woonachtig in de staten San Luis Potosí en Guanajuato in Mexico. Er leven 3.169 Chichimeca Jonaz in Mexico.
De Chichimeca Jonaz zijn een van de volkeren die vroeger Chichimeken werden genoemd, de nomadische volkeren ten noorden van de Meso-Amerikaanse stadsbeschavingen als de Azteken, en zijn de enigen die nog steeds zo genoemd worden. Ze noemen zichzelf echter liever úza.